# Alfred Świt
Alfred Świt (ur. 1 grudnia 1928 w Poznaniu, zm. 15 kwietnia 1999) – polski elektronik, wykładowca i rektor w 1981 Politechniki Warszawskiej.

## Życiorys
W okresie II wojny światowej  więziony w obozie w Konstantynowie Łódzkim, pracował też przymusowo w niemieckich zakładach samochodowych. W 1948 zdał maturę. Studiował najpierw na Politechnice Łódzkiej, następnie na Politechnice Warszawskiej, gdzie w 1952 uzyskał dyplom inżyniera łączności w zakresie radiotechniki, a w 1963 obronił pracę doktorską.  Habilitację uzyskał w 1966 na Wydziale Elektroniki Politechniki Warszawskiej, w 1970 został profesorem nadzwyczajnym, a w 1976 – zwyczajnym.
Przedmiotem jego badań naukowych były elektronika półprzewodnikowa i mikroelektronika. Od roku 1956 na Wydziale Łączności Politechniki Warszawskiej prowadził wykłady z zakresu elektroniki półprzewodnikowej. Wypromował jedenastu doktorów i około stu magistrów.
Pełnił następujące funkcje: kierownika Katedry Elektroniki Ciała Stałego (1968– –1970) i Zakładu Mikroelektroniki (do 1984 roku). Główny twórca i dyrektor Instytutu Technologii Elektronowej. Prodziekan (1966–1969) i dziekan Wydziału Elektroniki (1969–1970), prorektor ds. ogólnych (1970–1973) i prorektor ds. nauki (1978–1981). W 1981 pełnił też przez 3 miesiące funkcje rektora uczelni. w Polskiej Akademii Nauk rozpoczął swoją działalność w 1969 roku jako członek Komitetu Elektroniki i Telekomunikacji. W latach 1972–1974 był zastępcą przewodniczącego tego Komitetu, a w latach 1974–1981 i od 1996 roku jego przewodniczącym. Od 1976 członek korespondent a od 1989 członek rzeczywisty PAN. Odznaczony: Krzyżem Kawalerskim (1973)i Krzyżem Komandorskim Orderu Odrodzenia Polski (1980), Medalem Komisji Edukacji Narodowej (1977), Medalem "Za Zasługi dla Obronności Kraju", Złotą Odznaką "Za zasługi dla Warszawy". Pochowany na Cmentarzu Wojskowym na Powązkach (kwatera A3 tuje-3-19).

## Publikacje
- Przyrządy półprzewodnikowe, Wydawnictwa Naukowo-Techniczne, Warszawa 1968